# 拉東測度
數學的測度論中，拉東（Radon）測度，是在豪斯多夫空間上的博雷爾測度，且具有局部有限及內部正則性質。

## 定義
設m是豪斯多夫空間X的博雷爾集的σ-代數上的測度。m稱為
- 內部正則，若對任何博雷爾集B，其測度m(B)等於B的所有緊緻子集K的測度m(K)的最小上界；
- 外部正則，若對任何博雷爾集B，其測度m(B)等於所有包含B的開集U的測度m(U)的最大下界；
- 局部有限，若X中任一點都有鄰域U，使得m(U)為有限。
- 拉東測度，若m是內部正則及局部有限。

## 例子
- 歐氏空間Rn上的勒貝格測度（限制到博雷爾集的σ-代數上）；
- 局部緊拓撲群上的哈爾測度；
- 任何波蘭空間的博雷爾集的σ-代數上的概率測度。這例子包括了很多在非局部緊空間上的測度，比如在區間[0,1]上的實值連續函數空間上的維納測度。

以下不是拉東測度：
- 歐氏空間上的計數測度，因為這測度不是局部有限。

## 性質

### 對偶性
在一個局部緊豪斯多夫空間上，拉東測度對應到在緊支集連續函數空間上的正線性泛函。這個性質是提出拉東測度的定義的主要原因。

### 度量空間結構
在{\displaystyle X}上的所有（正）拉東測度組成的帶點錐 {\displaystyle {\mathcal {M}}_{+}(X)}，可以用下述度量使成為完備度量空間。定義兩個測度{\displaystyle m_{1},m_{2}\in {\mathcal {M}}_{+}(X)}間的拉東距離為
{\displaystyle \rho (m_{1},m_{2}):=\sup \left\{\left.\int _{X}f(x)\,d(m_{1}-m_{2})(x)\ \right|f\in C(X),f:X\to [-1,1]\subset \mathbb {R} \right\}.}
其中最小上界是對所有連續函數f: X → [-1, 1]取的。
這個度量有一些限制。例如{\displaystyle X}上的概率測度
{\displaystyle {\mathcal {P}}(X):=\{m\in {\mathcal {M}}_{+}(X)\mid m(X)=1\}}
關於拉東度量不是序列緊緻，即是概率測度序列未必有收斂子序列。這個性質在一些應用中會造成困難。另一方面，若{\displaystyle X}是緊緻度量空間，那麼
Wasserstein度量使{\displaystyle {\mathcal {P}}(X)}成為緊緻度量空間。
在拉東度量收斂意味著測度的弱收斂：
{\displaystyle \rho (m_{n},m)\to 0\Rightarrow m_{n}\rightharpoonup m,}
但反之則不必然。在拉東度量收斂有時稱為強收斂，以便和弱收斂對比。

## 其他
- 约翰·拉东

## 外部連結
- R.A Minlos, , Hazewinkel, Michiel  (编), , Springer, 2001, ISBN 978-1-55608-010-4